# Llengües peba–yaguan
Les llengües peba-yaguan constitueixen una petita família de llengües indígenes parlades en el nord del Perú, sud de Colòmbia i Brasil, de les quals actualment només sobreviu el yihamwo amb poc més de 4.000 parlants (294 a l'Amazònia colombiana, entre 760 i 4.000 a Loreto (Perú) i alguns més a l'Amazònia brasilera).

## Classificació
Les llengües peba-yagua són un conjunt de llengües quasi-aïllades de les quals no s'ha pogut provar el seu parentiu amb cap altra llengua d'Amèrica fora de la família, encara que s'han fet propostes de parentiu temptatives, sense que hi hagi una evidència forta en favor de cap d'aquestes propostes. El projecte comparatiu ASJP no mostra similituds òbvies de vocabulari una altra llengua, la relació més probable sobre la base lèxica que suggereix aquest projecte són les llengües mosetenes Encara que d'altra banda cap especialista ha suggerit cap parentiu entre aquests dos grups de llengües quasi-aïllades.

### Llengües de la família
Les llengües conegudes de la família peba-yagua són:
- Yagua o yihamwo: 3.000-4.000 parlants en 1997;[3] 5.690 en 2000;[4] 4.000 en 2007.[5]
- Peba (†) [grups: cauwachi, caumari, pacaya]
- Yameo (†. c. 1960) [grups: napeano, masamai, nahuapo, amaona, mikeano, parrano, yarrapo, alabono]

### Relació amb altres llengües
Greenberg (1959) va col·locar a les llengües peba-yagua dins d'un hipotètic grup anomenat macro-caribe. Swadesh (1962) relaciona a les llengües peba-yagua amb les llengües zaparoanes suggerint que ambdues formes part junt les llengües bora-witoto del grup macro-caribe, que també inclouria a les llengües carib. Doris Payne (1984) va aportar una certa evidència del parentiu entre les llengües peba-yagua i les llengües zaparoanas, però posteriorment va abandonar aquesta proposta.

## Vocabulari
Loukotka (1968) va llistar les següents paraules de vocabulari bàsic.
| glossa | Yagua   | Peba       | Yameo        | Masamae   |
| ------ | ------- | ---------- | ------------ | --------- |
| un     | tékí    | tomätaira  | pwitér       | poetinten |
| dos    | nanoxõ  | monomoira  | narámue      |           |
| tres   | mungoá  | tamoimansa | pwiterorineo |           |
| cap    | ori-nó  | rai-no     | wi-nátu      | nato      |
| orella | o-tsiwá | mi-tiwa    | wi-tíwẽ      |           |
| dent   | o-xaná  | vi-ala     | wi-é         |           |
| home   | wánu    | komoley    | awára        |           |
| foc    | [h]ená  | föla       | óle          | aule      |
| sol    | iñi     | remelané   | natéra       | raitará   |
| terra  | mokané  | kapalé     | pópo         | popo      |
| dacsa  | lelú    | lolú       | ogung        |           |
| tapir  | nechá   | ameisha    | náse         |           |